# Abisai
Abisai è stato un condottiero ebraico dell'antico regno d'Israele. Secondo l'Antico Testamento, Abisai era figlio di Zerùia (o anche Serùia), una delle due sorelle di Davide, fratello di Ioab e Asael. Tutti e tre erano guerrieri e comandanti militari del loro zio, il re Davide.

## Nella Bibbia
Abisai era il figlio maggiore di Zerùia. Il significato del suo nome è "Padre di un dono".
Abisai fu l'unico che accompagnò Davide quando andò all'accampamento di Saul e prese la lancia e la bottiglia d'acqua da Saul mentre dormiva; fu Davide ad impedirigli di uccidere Saul.
Aveva il comando di una delle tre divisioni dell'esercito di Davide nella battaglia con Absalom. Era il comandante e "più onorato" degli ufficiali di Davide, al di sotto dei tre "uomini potenti". In un'occasione resistette a trecento uomini e li uccise con la sua stessa lancia.
Abisai uccise il gigante filisteo Isbi-benob, che minacciò la vita di Davide. Anche nella battaglia contro Seba fu tra i comandanti dell'esercito.